# 愛知県道5号国府馬場線

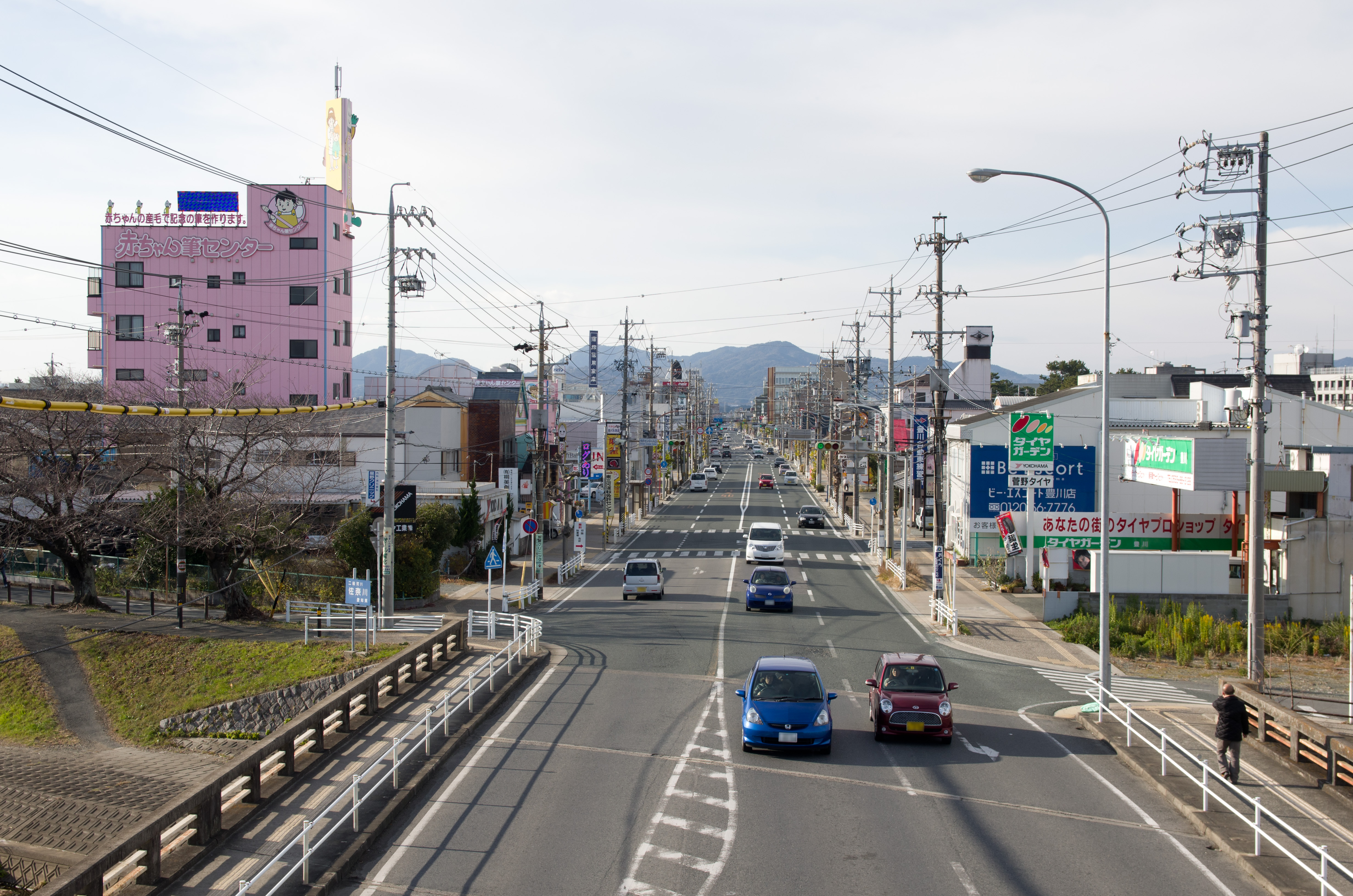
佐奈川に架かる金屋橋から西方向を見る。

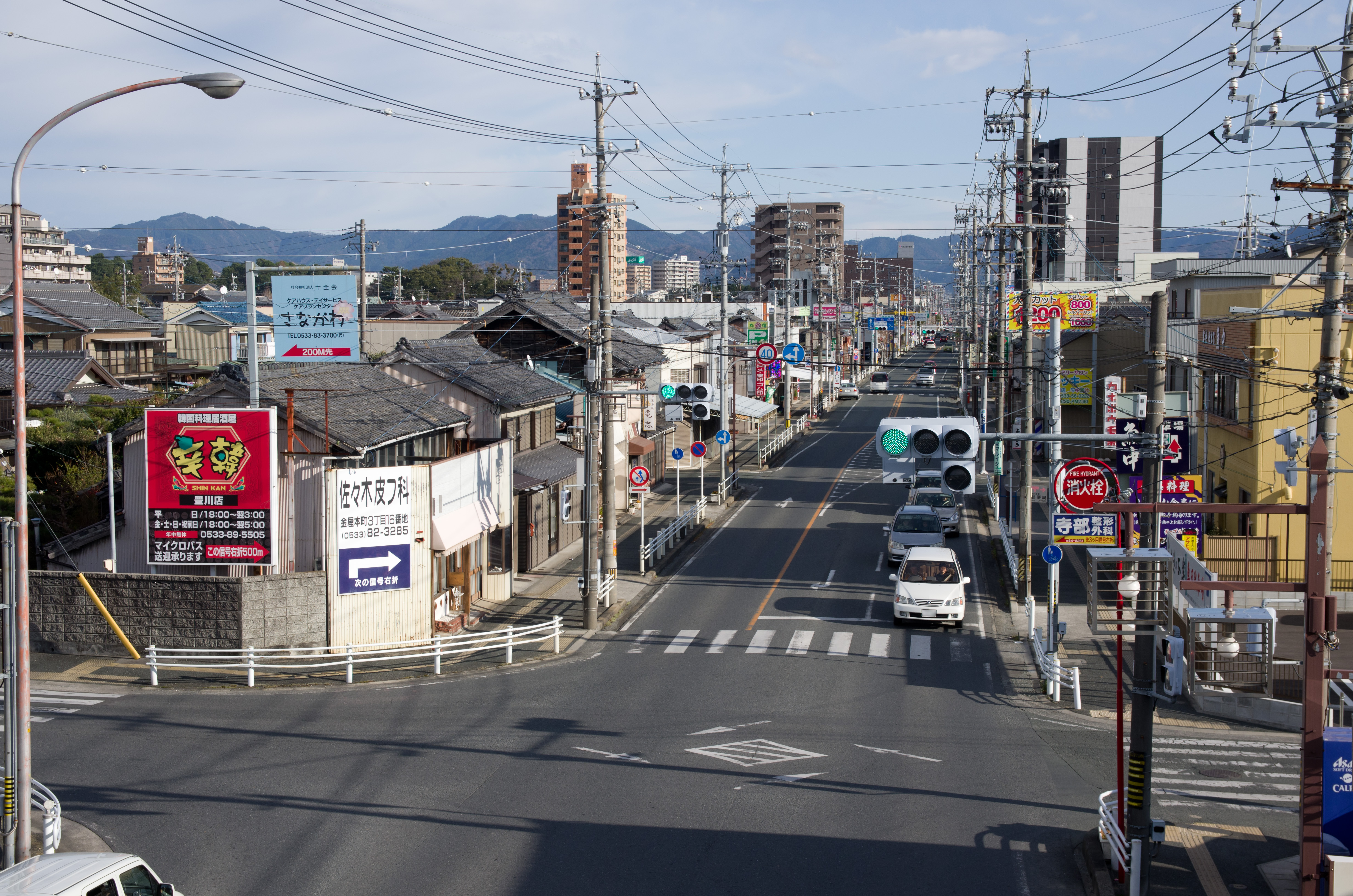
佐奈川に架かる金屋橋から東方向を見る。ここから道幅が狭くなり2車線となる。

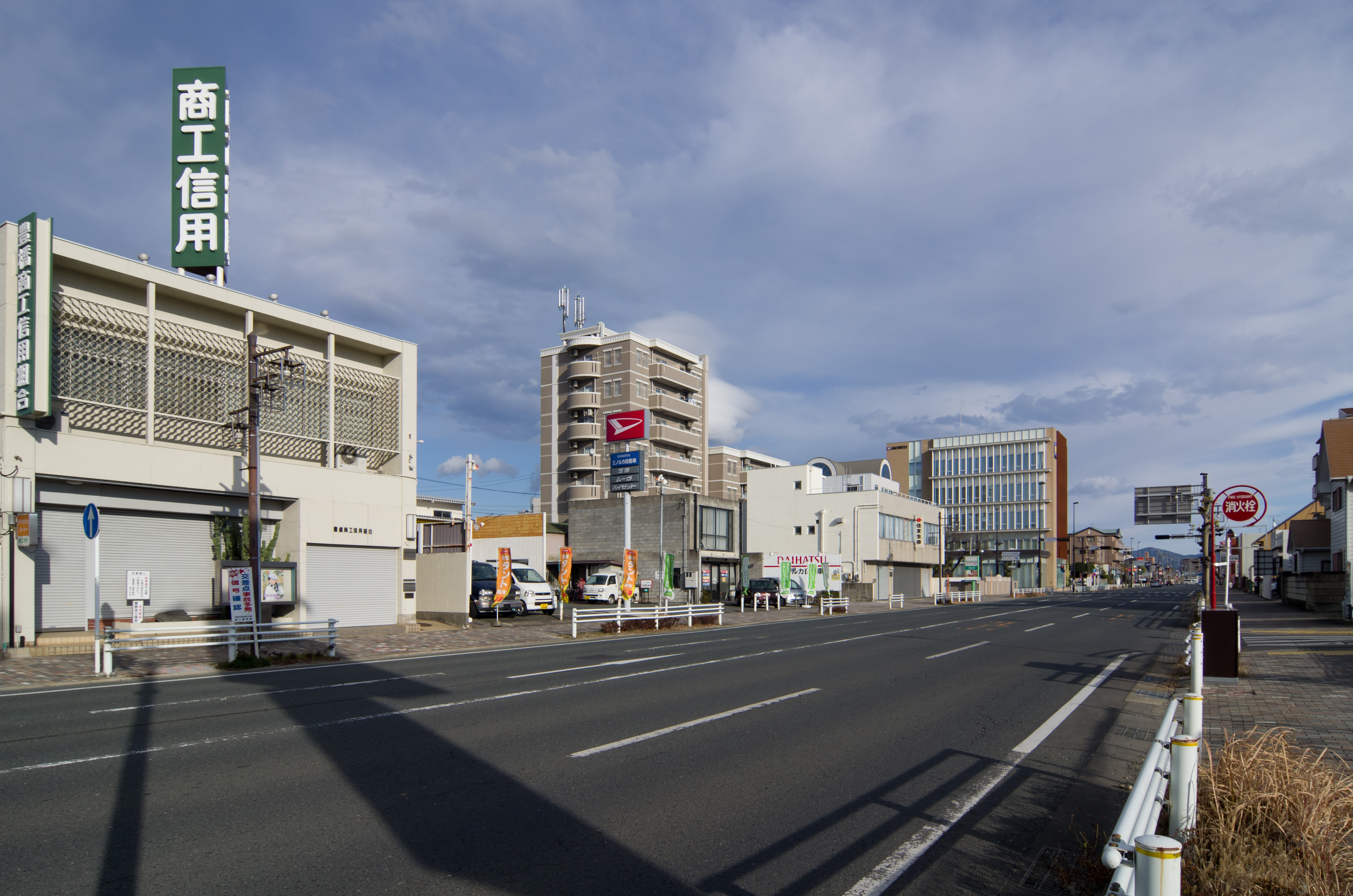
豊川市役所付近は電線の地中化が行われた。

愛知県道5号国府馬場線（あいちけんどう5ごう こうばばせん）は、愛知県豊川市内を通る県道（主要地方道）である。

## 概要
豊川市国府町（起点）で国道1号より分かれ、同市馬場町（終点）で国道151号に接続している。
元は全長53㎞に及んだ愛知県道・静岡県道5号豊川二俣線→豊川天竜線の一部であったが、当時の国道151号バイパス交点以東～静岡県側は1975年（昭和50年）4月に国道362号に昇格。愛知県豊川市内に単独区間が残ることになった。それが本路線である。
往時の姫街道に沿っていることから、地元住民からも「姫街道」と呼ばれることがもっぱらで、案内地図などにもそう書かれていることが多い。また東部の一部区間では町丁目名に従った「中央通」の呼称もある。

### 路線データ
- 起点：愛知県豊川市国府町（国道1号交点）
- 終点：愛知県豊川市馬場町（国道151号・国道362号交点）
- 総延長：約7.8km

## 沿革
- 1954年1月20日：建設省（現・国土交通省）が主要地方道豊川二俣線を指定。
- 1956年4月14日：愛知県が主要地方道豊川二俣線として認定。
- 1972年5月14日：豊川二俣線を豊川天竜線へ改称。
- 1973年3月：名鉄名古屋本線との踏切を解消する追分跨線橋が竣工、起点が北方に移動
- 1977年2月28日 ： 認定。
  - 豊川天竜線より区間短縮に伴う改称
- 2013年5月1日 ： 県道31号交点 - 白川橋の4線化完成。
- 2023年3月12日 ： 筋違橋 - 県道31号交点の4線化完成。

## 路線状況
起点の追分交差点を出発すると、すぐに名鉄名古屋本線をまたぐ4車線の高架になる。ここから国府駅を見渡すこともできる。高架を下れば左側に船山古墳という古墳があり、八幡町に入って2車線となった道を進み、左へ緩くカーブして坂を下ると左側に開発中の住宅地が広がる。この辺りから白川橋までの間は拡幅工事が行なわれ、期間中は筋違橋（すじかいばし）交差点の部分閉鎖も実施されていたが、2010年（平成22年）3月27日に交差点部分の工事が完了し供用が再開された。ちなみにこの時、交差道路が「筋違い（食い違い交差）」からストレートに改良されている。この区間には以前からロードサイド店舗の進出がみられる。県道31号交点から白川橋までの区間は、豊川市民病院の移転に合わせて2013年（平成25年）に4車線化が完成した。その後2023年（令和5年）には、筋違橋から県道31号交点までの区間も、巨艦店であるイオンモール豊川のオープンに先立って4車線化が完成している。
飲食店などが並んでいる通りを過ぎると、いよいよ豊川市の中心部に当たる諏訪に入る。左側に豊川市消防本部を見ながら、「南大通」（愛知県道400号豊橋豊川線）が分かれる「体育館前」交差点となる。ここは豊川市の中心街であり、周辺は賑やかである。総合体育館前から市役所前にかけては2010年（平成22年）に電線の地中化が行われた。左側に見える豊川郵便局、豊川市役所の横を通り、佐奈川を渡ると道幅が2車線に狭くなる。ここは豊川市中央商店街という商店街となっており、様々な商店が建ち並ぶ。ここでの道路の通称名は中央通である。この区間で交差する千歳通、末広通は1968年から1977年まで国道151号であった。
商店街を抜けると「中央通3丁目」という交差点がある。この道路（県道5号）はそのまま直進するが、豊川稲荷へはここを左折して「駅前通」に入る。その後旧伊那街道であり国道151号最初期のルートであった県道495号と交差すると、すぐに当線唯一の踏切であり終日渋滞が起き易い名鉄とJR飯田線の踏切を渡り、坂を下ると馬場町に入って終点の「馬場町」交差点に着く。この最終区間も一部拡幅工事が進行中であり、ロードサイド店舗の進出もみられる。

### 別名
- 姫街道（豊川市）
- 中央通（豊川市）
- 伊呂通（豊川市）

## 地理
ほぼ全線にわたって名鉄豊川線と並走している。また、かつての姫街道の一部をなしている。
大部分の区間は小河川の複合扇状地を横断し、終点付近で豊川の河岸段丘から低地に下りる。

### 通過する自治体
- 愛知県
  - 豊川市

### 交差・接続する路線
- 国道1号・愛知県道368号豊川蒲郡線（追分交差点）
- 豊川市道大池線（上宿交差点）
- 愛知県道377号豊川片寄線（筋違橋交差点）
- 豊川市道八幡白鳥線（筋違橋交差点）
- 豊川市道平尾線（亀ヶ坪交差点）
- 愛知県道31号東三河環状線（八幡町横道西交差点）
- 豊川市道伊奈鳥川線（横道交差点）
- 豊川市道篠束野口線（八幡町交差点）
- 豊川市道野口平尾線（野口町交差点）
- 愛知県道21号豊川新城線（諏訪橋西交差点）
- 愛知県道400号豊橋豊川線（南大通、体育館前交差点）
- 豊川市道牛久保駅通（市道城跡市役所線、市役所東交差点）
- 豊川市道佐奈川線・南大通中央通線（金屋橋東交差点）
- 末広通（市道中通線、中央通4丁目交差点）
- 千歳通（市道中通線、中央通4丁目交差点）
- 駅前通（市道前田豊川線、中央通3丁目交差点）
- 愛知県道495号宿谷川線（中央通1丁目交差点）
- 国道151号・国道362号（馬場町交差点）

### 沿線
- 名鉄名古屋本線・豊川線 国府駅
- 国府病院
- 船山古墳
- ファミリーマート豊川八幡町店
- ローソン豊川八幡店
- ジップドラッグシーズ豊川八幡店
- 西古瀬川（筋違橋）
- イエローハット豊川店
- DCM豊川西店
- 中部薬品V・drug豊川西店
- 豊川市民病院
- たつみストアー豊川店
- 豊川信用金庫八南支店
- 精文館書店
- 白川（白川橋）
- 諏訪神社
- 諏訪川（諏訪橋）
- ホリデイスポーツクラブ豊川店
- 中部電力パワーグリッド豊川営業所
- 中部薬品V・drug豊川店
- 豊川市消防本部
- 豊川保健所
- 豊川警察署
- プリオなどの商業施設
- 穂ノ原工業団地
- 豊川郵便局
- 豊川公園
- 豊川市中央図書館
- ひまわり農協本店
- 豊川市役所
- 名古屋法務局豊川出張所
- 蒲郡信用金庫豊川支店
- 東三河運転免許センター
- 豊川市立金屋中学校
- 佐奈川（金屋橋）
- ガスト豊川中央通店
- 豊橋信用金庫豊川支店
- 宮地病院
- 三明寺
- 豊川商工会議所
- ひまわり農協グリーンセンター豊川
- 中部福祉専門学校
- V・drug豊川東店
- ジェームス豊川店